# Serveur dédié infogéré
Un serveur dédié infogéré est un serveur dédié qui est géré par un hébergeur ou une société spécialisée.
Souvent il s'agit d'une option payante. Peu d'hébergeurs français offrent l'infogérance d'un serveur dédié.
L'infogérance d'un serveur dédié est un service qui comprend le matériel, le logiciel et le bon fonctionnement d'un serveur dédié. En cas de dysfonctionnement, l'hébergeur en est immédiatement informé et se charge de relancer les services corrompus (par exemple, en cas de problème de base de données, surcharge du serveur, de processus bloqués, etc.)  
Suivant les contrats, une équipe est disponible 24/24 pour surveiller le serveur et intervenir si nécessaire. Bénéficier d'un service d'infogérance est avant tout un souci en moins car une équipe se charge des mises à jour de sécurité et du bon fonctionnement du serveur.